# 伊佐沼 (川越市の大字)
伊佐沼（いさぬま）は、埼玉県川越市の大字。郵便番号は350-0855。

## 地理
川越市東南部に位置する。東部及び南部を古谷上、西部を問屋町・松郷、西部を大字川越と寺井の飛地、北部を寺井及び大字川越の飛地、東部を鴨田と接する。区域東南部は伊佐沼が占める。伊佐沼の西岸及び北岸にあたり、地内は農地及び住宅地として利用されている。伊佐沼は川越周辺の観光地のひとつでもあり、フィールドアスレチック「伊佐沼冒険の森」が設けられてもいる。

### 河川
- 九十川 - 伊佐沼を水源とし、南田島で新河岸川と合流する。地内南端を流れる。
- 伊佐沼代用水路
- 鴨田排水路

### 湖沼
- 伊佐沼

### 小字
- 沼田町
- 沼田
- 清水町
- 柳橋
- 飯町
- 屋敷前
- 竹後町
- 株町
- 横堤
- 折戸
- 北カブ
- 南カブ

## 歴史
旧入間郡伊佐沼村。
- 1889年（明治22年）4月1日 - 町村制施行により伊佐沼村ほか五ヶ村が合併し芳野村の大字伊佐沼となる。
- 1955年（昭和30年）4月1日 - 芳野村が川越市に編入され、川越市の大字となる。

### 地名の由来
地内南部の沼名に由来する。伊佐沼の沼名は古尾谷氏の家臣伊佐氏に由来する。

## 世帯数と人口
2017年（平成29年）10月1日現在の世帯数と人口は以下の通りである。
| 大字   | 世帯数  | 人口  |
| ------ | ------- | ----- |
| 伊佐沼 | 178世帯 | 480人 |

## 小・中学校の学区
市立小・中学校に通う場合、学区は以下の通りとなる。
| 番地 | 小学校             | 中学校             |
| ---- | ------------------ | ------------------ |
| 全域 | 川越市立芳野小学校 | 川越市立芳野中学校 |

## 交通

### 鉄道
地内に鉄道は敷設されていない。かつては地区南端の伊佐沼の縁を1941年（昭和16年）まで西武鉄道大宮線が通っていた。

### 道路
- 埼玉県道51号川越上尾線 - 地内北辺を走る。
- 伊佐沼通り

国道16号の伊佐沼交差点は南側の古谷上にあり、地内にはあたらない。

## 施設
- 伊佐沼公園
- 川越市上下水道局伊佐沼浄水場
- えすぽわーる伊佐沼
- 川越市農業ふれあいセンター
- 伊佐沼公民館
- 弥陀堂
- 薬師神社